# Laódice de Macedonia
Laódice (en griego Λαοδικη) era la esposa de Antíoco, un general de distinción al servicio de Filipo II de Macedonia, y madre de Seleuco I Nicátor, fundador del Imperio seléucida. Se pretendió, por ello, que todo era consecuencia de un sueño que había tenido, y que Apolo era el padre de su hijo. Un mínimo de cinco ciudades fueron fundadas por Seleuco en honor del nombre de Laódice.

## Otras fuentes
- Smith, William; Dictionary of Greek and Roman Biography and Mythology, "Laodice (4)", Boston, (1867).